# Дегтярёвская икона
Икона Божией Матери Дегтярёвская (укр. Богоматір Дігтярівська) — икона Богородицы, почитаемая чудотворной в Черниговщине, Киеве и Украине. Икона почитается заступницей от враждебных сил, избавительницей от жизненных скорбей, а также особой покровительницей земледельцев.
Икона местночтимая, празднование ей официально не установлено и совершается 23 июля.
Икона относится к иконографическому типу «Елеуса, Умиление». Божия Матерь изображена держащею на левой руке Предвечного Младенца, взгляд Богоматери задумчив, взгляд Богомладенца устремлен на верующих.

## История
Икона явилась в селе Дегтярёвка, но точное время обретения иконы неизвестно, однако она была обретена до 1700 года, ибо перед началом Северной войны 1700—1721 годов, верующие увидели, что икона плачет: на Лике Богородицы были слезы, ну а 19 ноября 1700 года войска Карла XII-го нанесли тяжёлое поражение войску русскому в битве при Нарве.
В 1708 году икона была помещена в только-что построенную в Дегтярёвке Церковь Покрова Пресвятой Богородицы и облачена в серебряные с позолотой ризы. Церковь была построена на средства гетмана Украины Ивана Степановича Мазепы, по его же заказу была изготовлена риза. Затем гетман вместе со шведами надругался над чудотворной иконой.
Дегтярёвская церковь подчинялась Спасо-Преображенскому монастырю, расположенному в 16-ти километрах в городе Новгород-Северск, и монахи перенесли икону в монастырь, однако Богородица, видимо не желая этого, чудесным образом вернула икону в церковь Покрова Пресвятой Богородицы села Дегтярёвка.
До революции 1917 года, икона пребывала в церкви Покрова Пресвятой Богородицы села Дегтярёвка Новгород-Сиверского района Черниговской области Украины на реке Десна в 16-и километрах от города Новгород-Северского. В советское время церковь была частично разрушена, купола были снесены, а икона утрачена.

## Риза иконы
Сохранилась риза иконы, изготовленная по заказу гетмана Украины Ивана Степановича Мазепы (очевидно до 1708 года, ибо 7 ноября 1708 года Мазепа вынужденно покинул Украину, а в 1709 году умер). Оклад изготовлен из серебра с позолотой, в центре — отверстие для ликов Богородицы и Богомладенца, сверху, в треугольнике, изображён Бог Отец, поля украшены ликами херувимов и растительным орнаментом, на левом поле, в овале, изображение Иоанна Предтечи, на правом поле, в овале, изображение архангела Михаила, внизу, в фигурном щите, герб гетмана Ивана Мазепы. Риза ранее выставлялась в музее церковной старины Черниговского коллегиума ныне относящегося к Национальному архитектурно-историческому заповеднику «Чернигов древний». В настоящее время риза хранится в Сокровищнице Национального музея истории Украины.

## Списки
Наиболее древний из сохранившихся списков иконы датируется 1794 годом, список хранится в Национальном архитектурно-историческом заповеднике «Чернигов древний».
Известный купец и меценат Михаил Дегтярёв, был родом из села Дегтярёвка (о чем свительствует его фамилия). По инициативе и на средства мецената в 1893-95 годах был построен Киевский храм во имя Святителя Михаила митрополита киевского, храм был разрушен советской властью в 1931 году, а в 2000—2002 годах храм был восстановлен. В храме хранился список иконы принадлежавший самому меценату, но в ноябре 2008 года этот список был похищен.

## Похожие иконы
Икона Богородицы «Спасительница утопающих» (она же Леньковская или Новгород-Северская, празднование: 20 декабря/2 января) практически совпадает по прописи с Дегтярёвской, разве только глаза Богомладенца на иконе устремлены на Богоматерь. Поскольку Леньковский образ древнее Дегтярёвского, можно предположить, что Дегтярёвская икона писалась с Леньковской, или же обе иконы писались с более древнего первообраза, тем более, что село Леньков находится в 7 километрах к востоку от города Новгород-Северск, а село Дегтярёвка в 16 километрах в юго-западном направлении от того же города, оба села находятся на реке Десна в радиусе 25-30 километров и обе иконы были обретены здесь же.
Икона Божией Матери Касперовская (празднование: 29 июня/12 июля в Петро-Павлов день, 1 октября/14 октября в день покрова Пресвятой Богородицы и в среду Светлой седмицы) также наиболее схожа с Дегтярёвской. Взор Богомладенца на Касперовской, подобно Леньковской иконе — устремлен на Богородицу, кроме того, богомладенец в правой руке держит список, а левый мизинец Богородицы согнут. Поскольку Касперовская икона принадлежала Иулиание Ионовой-Касперовской, владелице села Ново-Ивановка, находящегося на правом берегу Днепра, а река Десна — крупнейший приток Днепра, то можно предположить, что и Касперовская икона писалась с того же первообраза (или же с Леньковской, как с наиболее древней).